# Famille Da Riva
 (août 2024).
La famille Da Riva est une famille patricienne de Venise.

## Historique
La famille Da Riva est l'une des premières à avoir habité la cité. Elle est probablement originaire de l'ancien Jesolo, mais aurait habité d'abord à Belluno. Selon Giuseppe Tassini, le premier qui apparait dans les textes est un Giovanni en 1122 lorsqu'il souscrivit un privilège accordé par le doge Domenico Michele à Bari.
La noblesse des différentes branches de la famille est reconnue par Souveraines Résolutions du gouvernement impérial autrichien du 22 novembre, 30 novembre, 1er décembre et 30 décembre 1817, 8 octobre et 28 décembre 1818, 2 décembre 1819 et 17 juin 1821.

## Armes

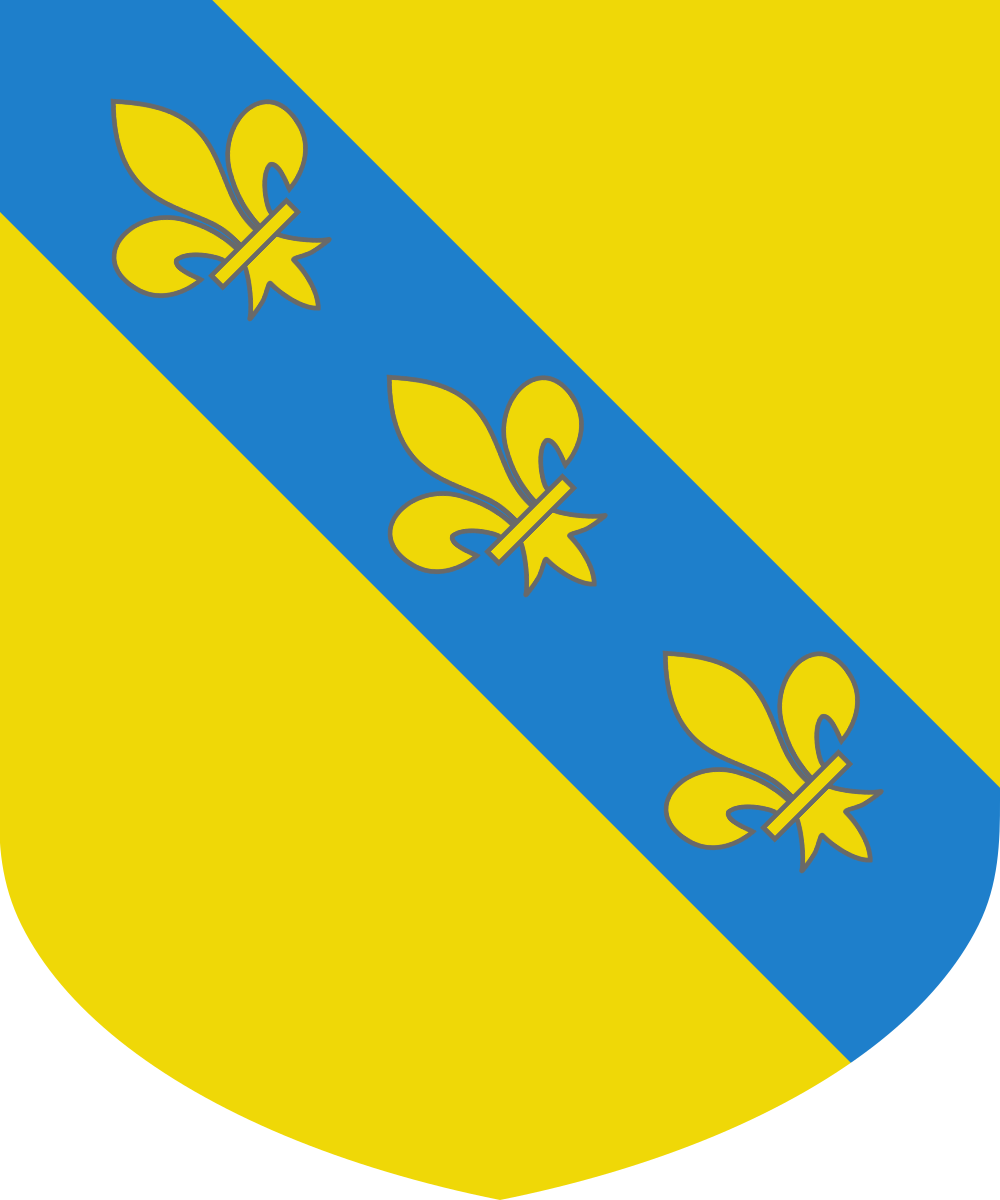
armes des Da Riva

Les armes des Da Riva se blasonnent ainsi d'or à une bande d'azur chargé de trois fleurs de lys d'or.

## Personnalités
La famille donna quelques tribuns à Venise et elle fut incluse parmi les familles patriciennes après la clôture du Maggior Consiglio.
- Bartolommeo, un des trois procurateur de Saint-Marc en 1314 ;
- Giacomo de Valerio, commandant de la flotte vénitienne pendant la Guerre de Candie et battit les Turcs sur les rivages d'Anatolie en 1649 ;
- Faustino, frère du précédent, provéditeur et pas moins vaillant.

## Palais de Venise
- Palais Valier Da Riva